# Fort de Bahla
 (avril 2025).
Le fort de Bahla (en arabe : قلعة بهلاء) est l'une des quatre forteresses aux pieds du djebel Akhdar, la partie haute d'Oman. Situé plus précisément à l'oasis de Bahla, il est inscrit depuis 1987 sur la liste du patrimoine mondial.
Il a été construit par la communauté des Banu Nabhan qui domina la région du XIIe siècle à la fin du XVe siècle. L'édifice est en adobe avec un soubassement de pierre.
De 1988 à 2004, il a été inscrit sur la liste du patrimoine mondial en péril.

## Galerie

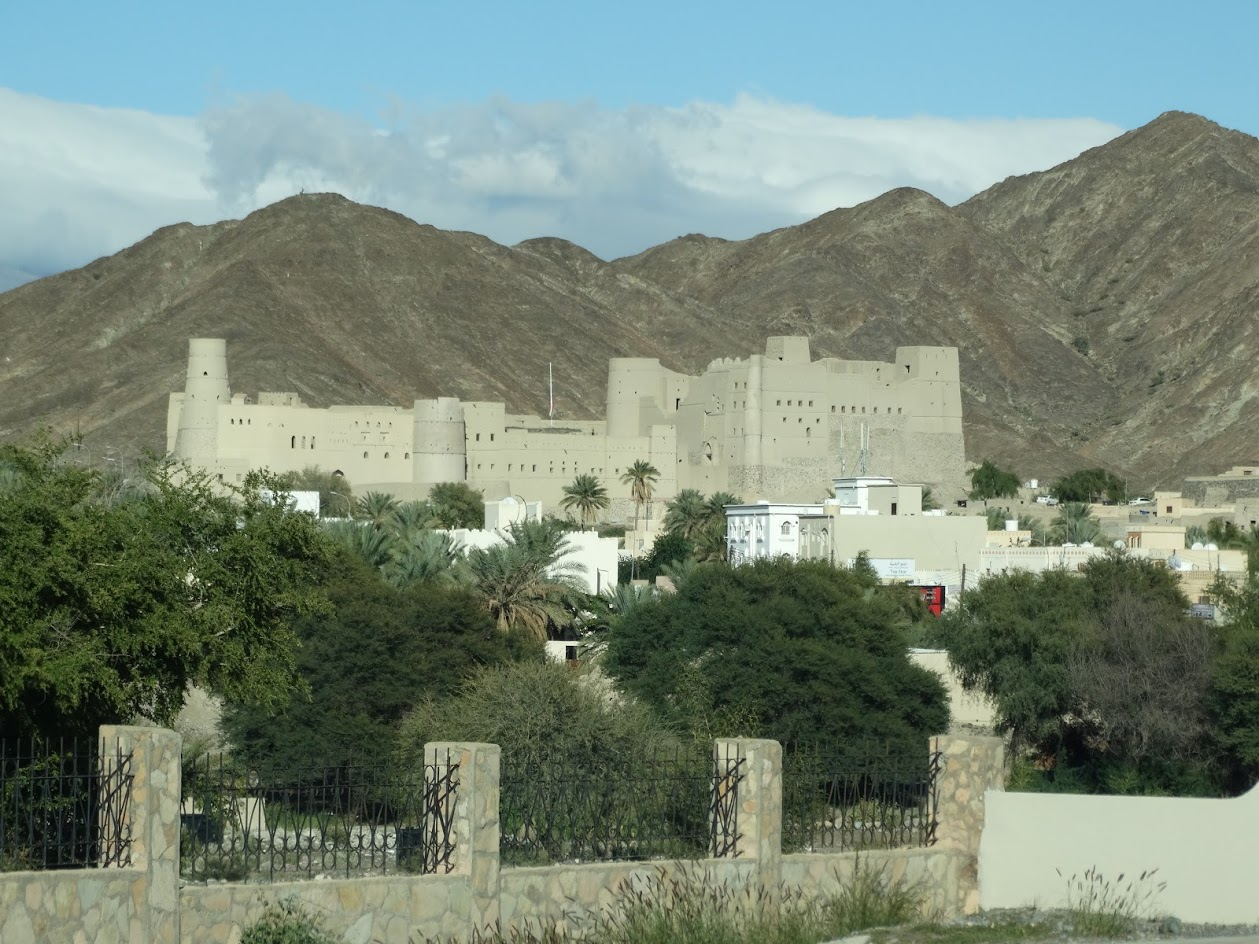
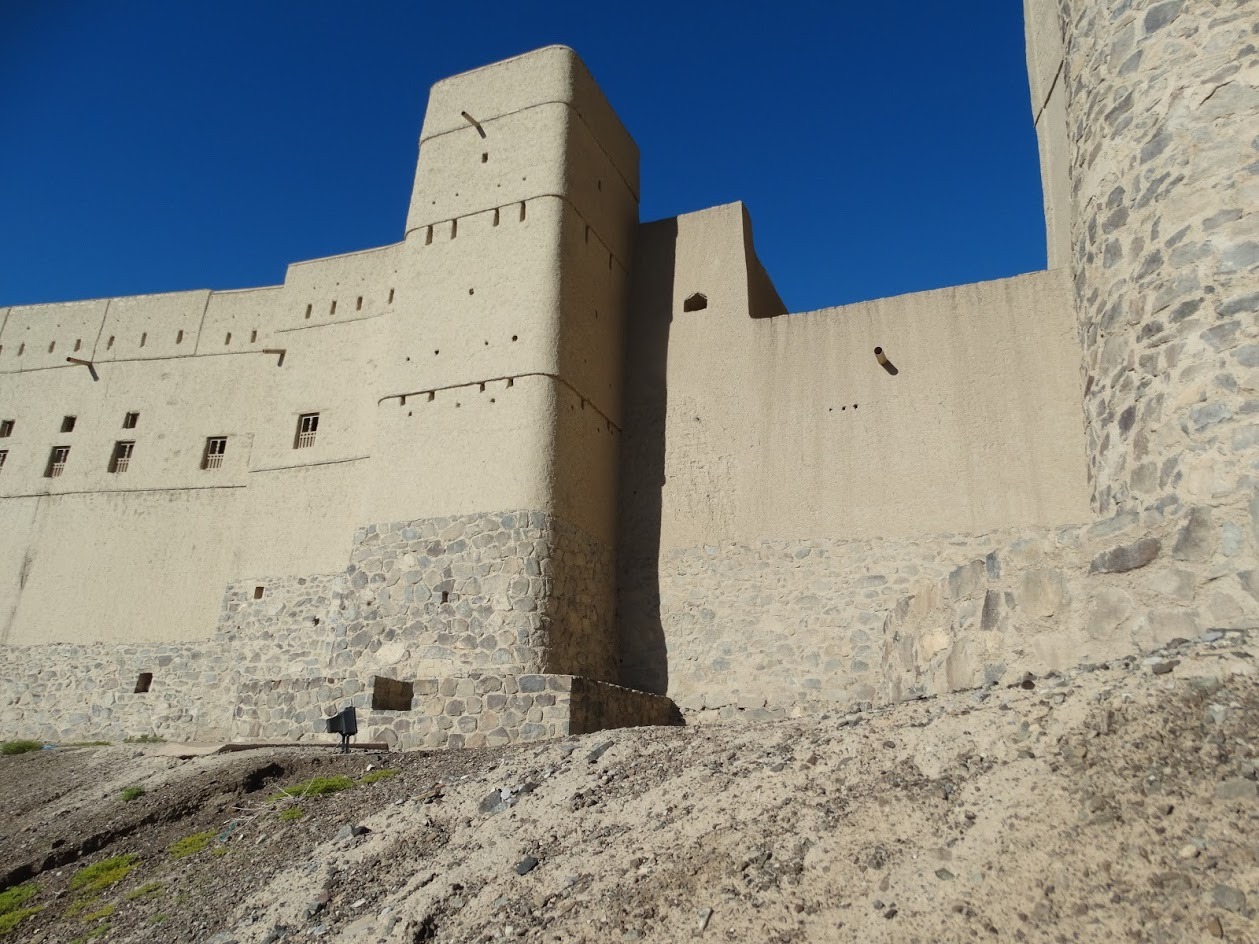
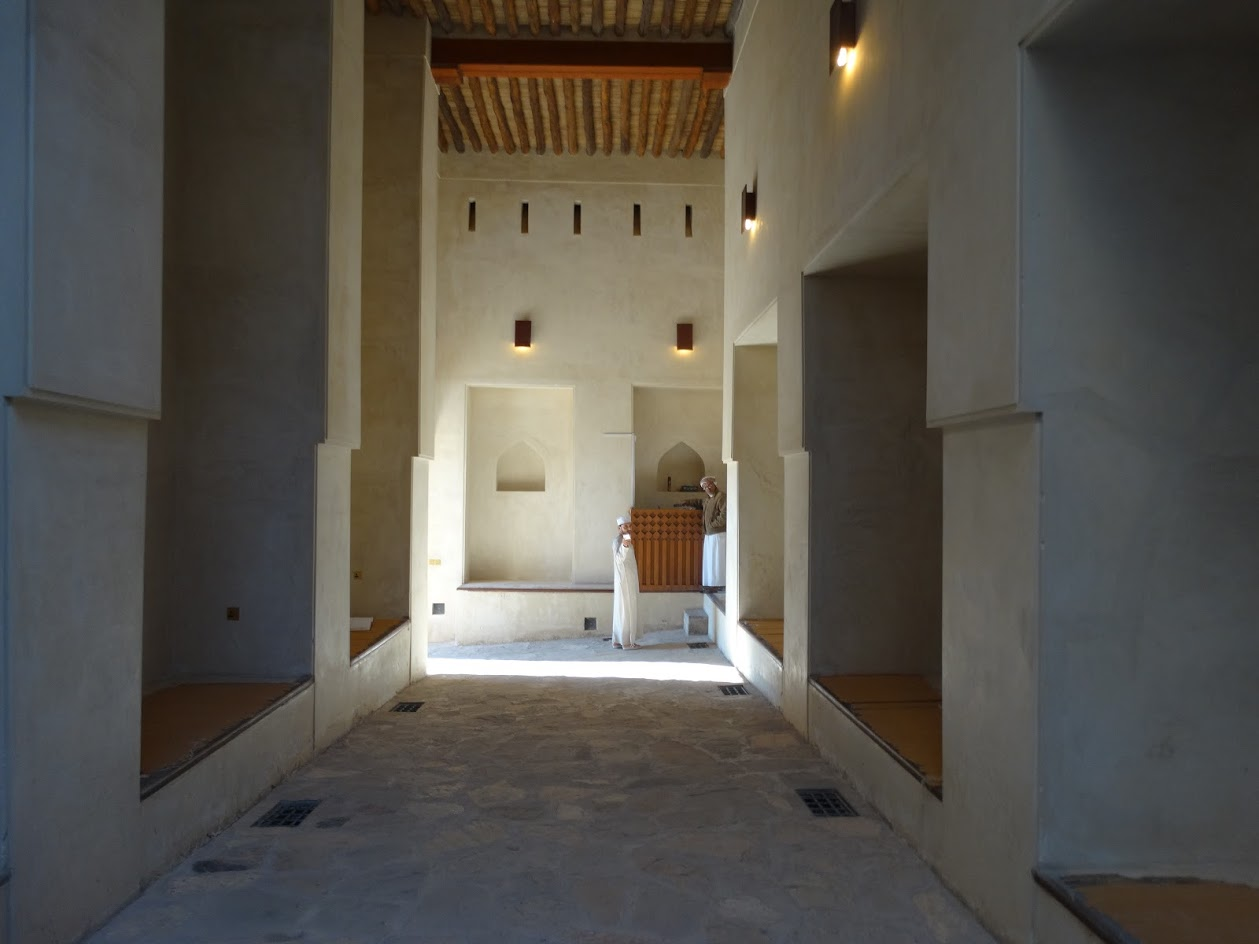
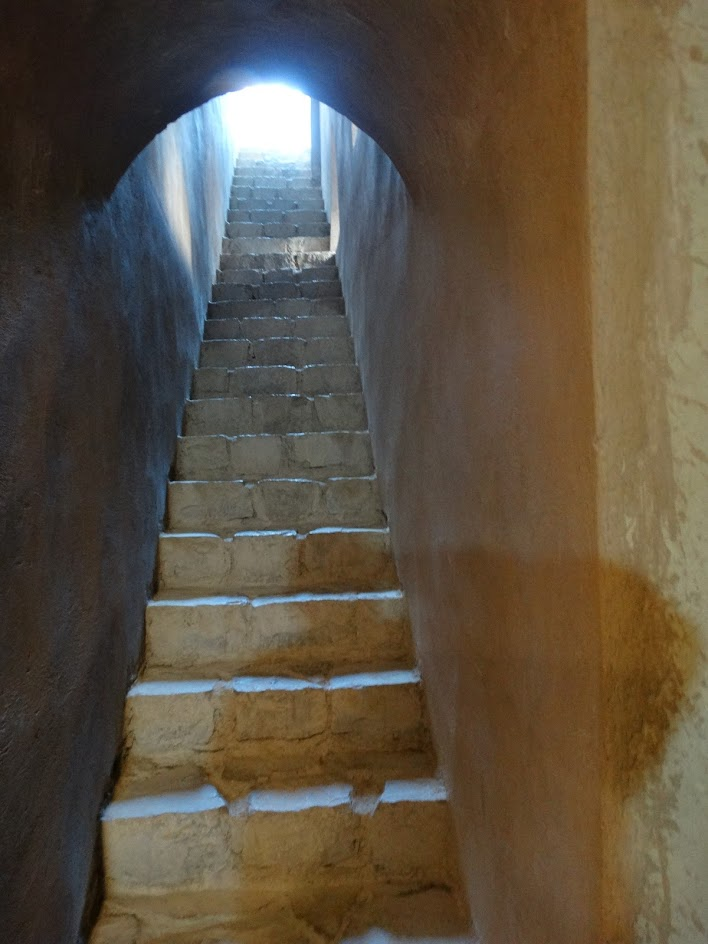
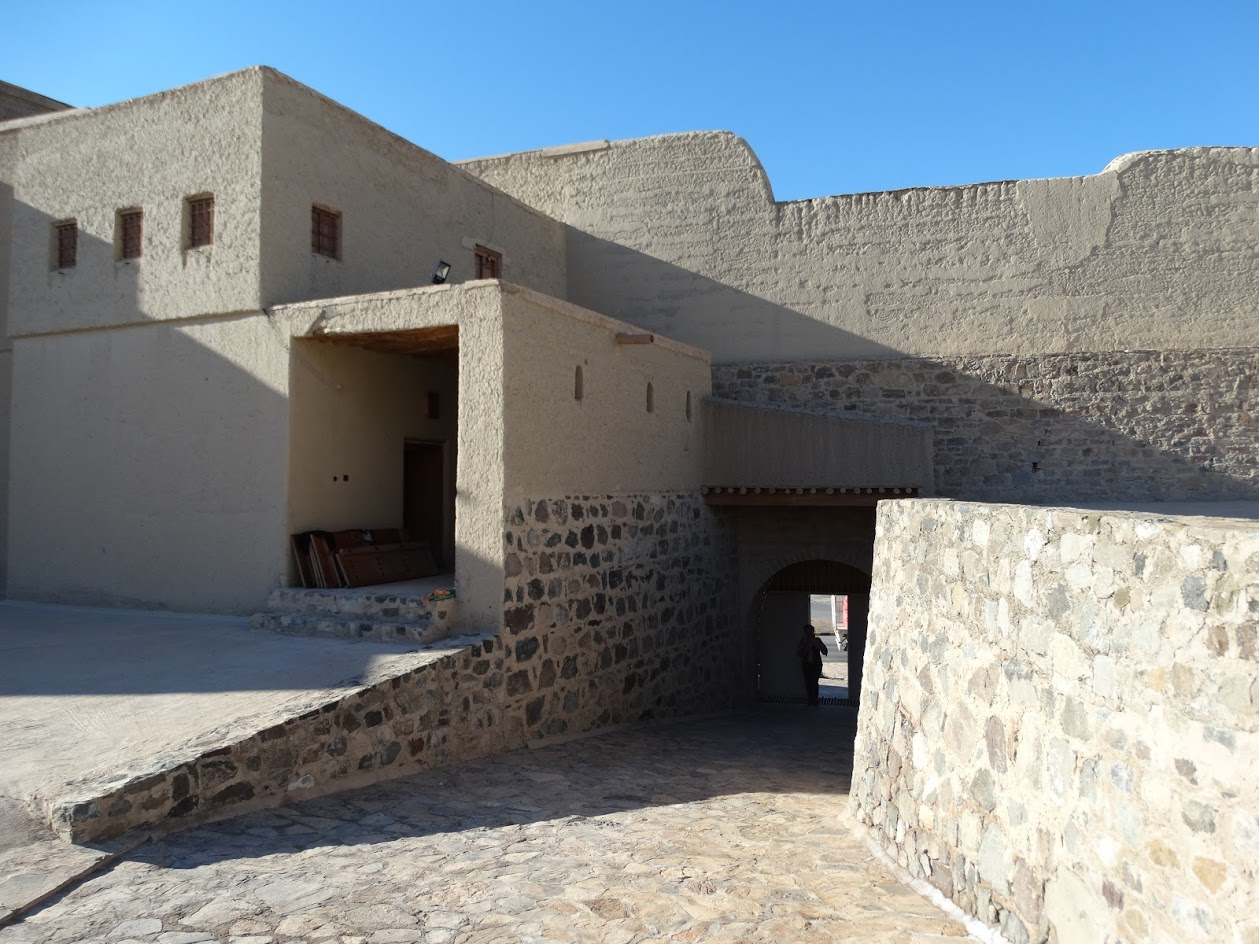
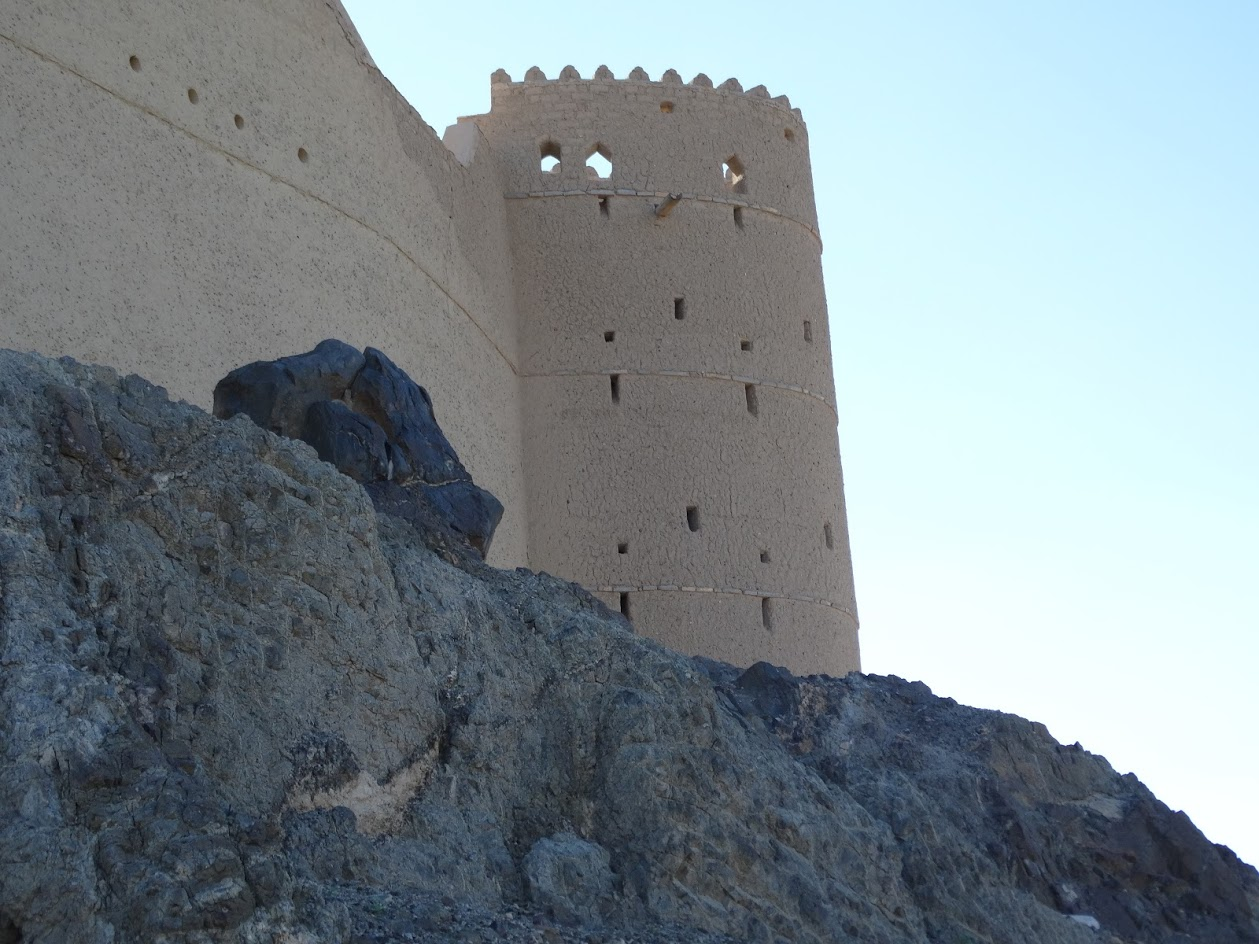
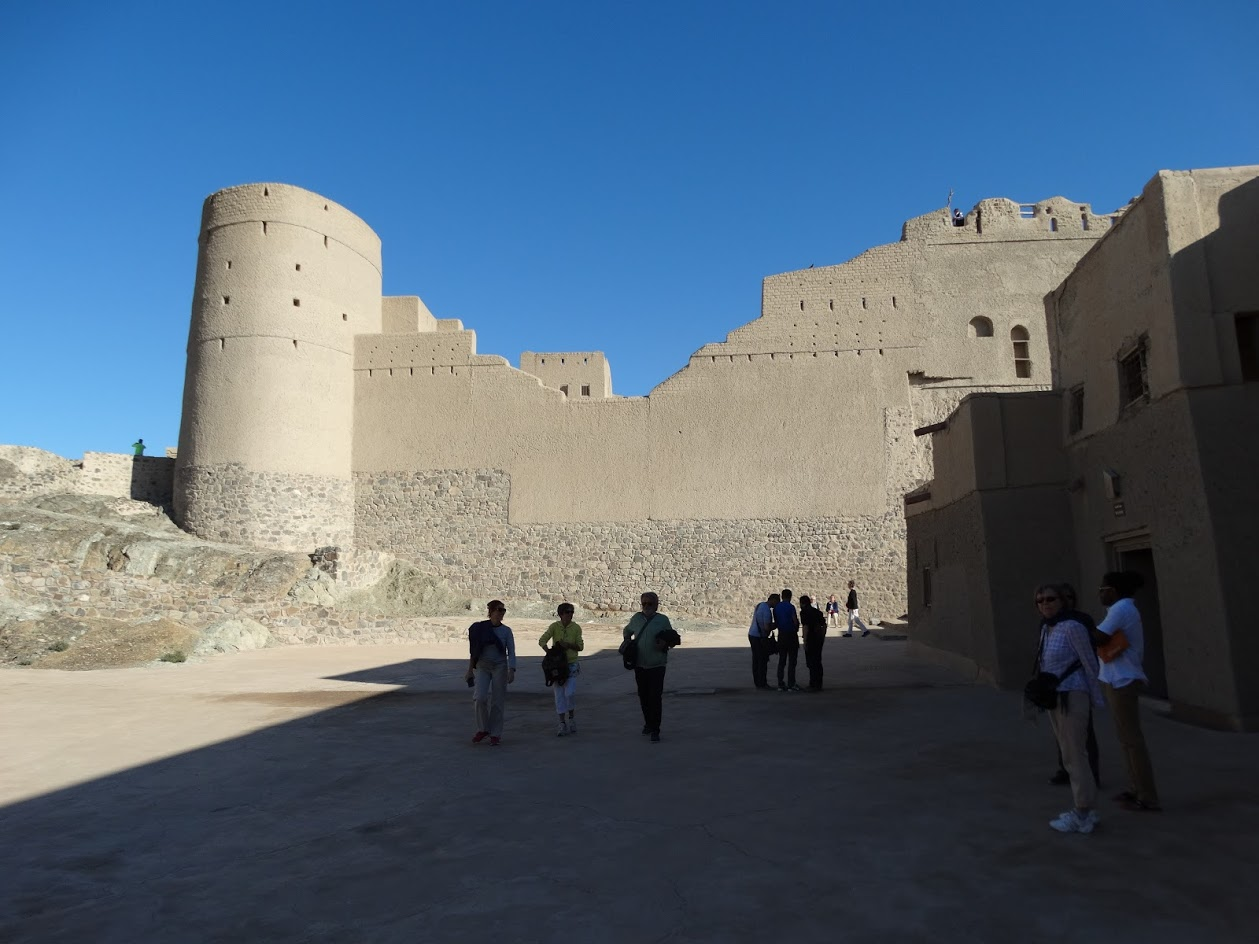